# MTNグループ
MTNグループ(mobile telecommunications Network 、携帯通信網)は中東21か国および南アフリカを中心とした多国籍移動体通信事業者である。1994年に設立された。
主にアフリカ、ヨーロッパ、中東の国々にて運営されている。